# Newtonův mozek
Newtonův mozek je romaneto od Jakuba Arbese. Poprvé bylo vydané roku 1877. Bývá označováno jako první česká science fiction.

## Hlavní postavy
- Vypravěč – sám autor, vrací se do mládí, provází celým romanetem a je jeho součástí
- Přítel – nikde není jeho jméno, podle zápisu na rakvi se jmenoval Bedřich Wünscher, zabýval se eskamotérstvím

## Děj
Romaneto začíná pohřbem, kde se polemizuje nad smrtí dotyčného, zda má vůbec cenu truchlit pro jeho památku. Jde o nejlepšího přítele vypravěče, který padl v bitvě u Hradce Králové jako důstojník pěšího pluku knížete Konstantina. Pocházel ze zámožné rodiny oproti vypravěči, který byl z rodiny chudičké. Společně spolu vyrůstali a studovali téměř 20 let. Ve škole moc neprospívali, ale příroda je obdařila umem k matematice a přírodním vědám. Přítele již od dětství lákalo eskamotérství (kouzelnictví). Veškeré pokusy se děly tajně. Měl neskutečné množství knih, nástrojů a pomůcek k této „pseudovědě“. Jeden z prvních velkých kousků se stal na svatbě, kdy přítel zmátl nevěstu i ženicha svým břichomluvectvím. Když oba již po třetí propadli ve škole, otec přítele rozhodl, že se stane vojákem a on se stal tesařem.
Za krátkou dobu se přítel objevil v uniformě kadeta c. k. pěšího pluku knížete Konstantina ruského. Přítel tedy musel vyřešit, kam uklidí všechny své pomůcky a knihy k eskamotérství. Vše zabalili do beden a uschovali. Přítel mu napsal dopis, aby vše dobře uschoval, a kdyby padl, aby netruchlil a sezval všechny kamarády k plným pohárům. Vypravěči je zanedlouho sdělena zpráva, že přítel leží v Nechanicích a je velmi vážně raněn. Jede tedy za ním a vidí přítele umírat. Po čtyřech měsících od jeho smrti sezval všechny kamarády do malostranské hospůdky. Nikdo se však nedostavil.
Jednoho dne se mu však přítel zjeví a pozve ho na hostinu, kterou pořádá jeho otec na jeho návrat v zámku knížat Kinských. Chce mu tam ukázat své největší eskamotérské představení. Vypravěč souhlasí s příchodem na tuto slavnost. Dostává se do sálu, kde se nachází skoro 200 hostů, je usazen lokajem na své místo a produkce začíná. Objevuje se katafalk s rakví a na něm jméno Bedřich Wünscher. V rakvi byla postava, kterou vypravěč viděl v Nechanicích a označil ji za svého přítele. Mrtvola ožila, vstala z rakve, promluvila a místo rakve a mrtvoly se ocitl stolek s židlí a seděl tam přítel. Přítel zahájil své kouzlo a jako čepici sundal si svrchní část hlavy a odkryl tak svůj mozek. Poté všem sdělil, že tento mozek je Newtonův. Chce přistoupit k experimentu, který je postaven na dobrodružné cestě do vesmíru a do historie. Každý si mohl napsat na malý lístek výjev, který by chtěl vidět nebo zažít znovu, poté přistoupit k přístroji, který tento zážitek uskuteční.
Hrdina absolvuje cestu proti času a vidí dějiny lidstva jako dějiny násilí a válek.
Během experimentu se přístroj porouchá a řítí se střemhlav dolů. Vypravěč se náhle zimou probouzí a přemýšlí, zda celé to dobrodružství se opravdu stalo nebo to byl jen sen.

## Rozhlasové zpracování
V roce 1974 natočil režisér Petr Adler stejnojmennou rozhlasovou hru na základě dramatizace Heleny Rohanové. Do hlavních rolí Jiřího Andrese a Bedřicha Wünschera obsadil Jana Bartoše a Bořivoje Navrátila.